# Reichsbanner Schwarz-Rot-Gold

Reichsbanners fana.

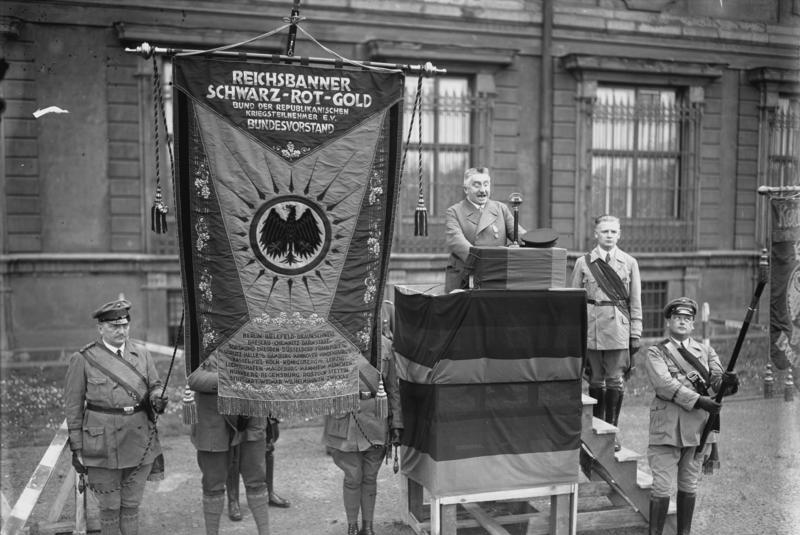
Fotografi från ett möte den 11 augusti 1929.

Reichsbanner Schwarz-Rot-Gold, Bund deutscher Kriegsteilnehmer und Republikaner, vanligtvis benämnt Reichsbanner, grundades av socialdemokrater, centrumpartister och medlemmar ur Deutsche Demokratische Partei år 1924 i Weimarrepublikens Tyskland. Reichsbanner skulle verka för att försvara den parlamentariska demokratin mot partier och sammanslutningar på vänsterkanten, till exempel Roter Frontkämpferbund, och högerkanten, till exempel Stahlhelm. Schwarz-Rot-Gold syftar på de tre färgerna på den flagga som antogs år 1919.

## Framträdande medlemmar i Reichsbanner

### Socialdemokrater
- Gustav Bauer, tysk kansler
- Eduard Bernstein, socialdemokratisk teoretiker
- Otto Braun, preussisk statsminister
- Carlo Mierendorff
- Theodor Haubach
- Konrad Haenisch, preussisk kulturminister
- Julius Leber
- Paul Löbe
- Hermann Müller, tysk kansler
- Philipp Scheidemann, tysk kansler
- Kurt Schumacher, SPD
- Johannes Stelling
- Otto Wels, SPD
- Georg August Zinn, sedermera hessisk statsminister

### Centrumpartiet
- Konstantin Fehrenbach, tysk kansler
- Heinrich Hirtsiefer, preussisk vice statsminister
- Joseph Wirth, tysk kansler

### Liberala politiker
- Thomas Dehler, sedermera tysk justitieminister
- Theodor Heuss, sedermera tysk president
- Erich Koch-Weser, tysk vicekansler
- Ernst Lemmer
- Hugo Preuss